# Marcelo Morales (Fußballspieler, 2003)
Marcelo Ariel Morales Suárez (* 6. Juni 2003 in Santiago) ist ein chilenischer Fußballspieler. Der Außenverteidiger ist seit Oktober 2024 chilenischer Nationalspieler.

## Karriere

### Verein
Marcelo Morales kam schon im Alter von acht Jahren zum CF Universidad de Chile. Bereits mit 17 Jahren debütierte er gegen CD Universidad de Concepción in der Liga, es blieb sein einziger Einsatz in der Saison. Im März 2021 gab er sein internationales Debüt in der Copa Libertadores gegen San Lorenzo, nachdem viele Spieler der ersten Mannschaft wegen COVID-19 in Quarantäne bleiben mussten. Im Februar 2025 wechselte Morales in die MLS zu den New York Red Bulls.

### Nationalmannschaft
Marcelo Morales spielte ab 2021 in der U-20-Nationalmannschaft und nahm mit dieser an der Südamerikameisterschaft 2023 teil.
In der A-Nationalmannschaft debütierte Morales im Oktober 2024 beim Qualifikationsspiel zur Weltmeisterschaft 2026 gegen Kolumbien, als er in der 65. Spielminute für Thomas Galdames eingewechselt wurde.